# Ventura Porta i Rosés
Ventura Porta i Rosés (nascut a Barcelona, 1917 - 25 de juliol de 1983) va ser un escriptor i guionista radiofònic català. També va escriure obres de teatre i contes.
El 1941 obté el primer premi en el Concurs Nacional d'Art Radiofònic, organitzat per Ràdio España de Barcelona. Va escriure dues biografies dedicades a Mossèn Cinto Verdaguer, guardonada per la Diputació de Barcelona, i a Ausiàs Marc, guardonada per l'Ajuntament de Gancia.

## Teatre
- 1959. Les peripècies d'en Justí. Premi La Faràndula de Sabadell.
- 1960. L'àmfora. Comèdia en quatre quadres. Premi Joan Santamaria de teatre. Estrenada al teatre Romea de Barcelona, dins el cicle del Teatre Llatí.
- 1964. Quan no sigui amb tu. Comèdia en quatre guadres.
- 1969. Viatge de nuvis. Comèdia en cinc postals, un pròleg i un epíleg.
- 1970. Un pagès de Barcelona. Comèdia en un pròleg i tres actes.
- 1971. Funció al Liceu. Comèdia en 9 quadres.
- 1978. No totes les flors són de plàstic. Comèdia en tres actes.
- 1980. Dies clars vora l'estany. Obra en dues parts i un epíleg.
- 1984. Criatura meva!. comèdia en dues parts
- 1986. El rastre de la guineu. Comèdia en dues parts i quatre temps.